# Royal Rumble 2010
De Royal Rumble 2010 was een pay-per-viewevenement in het professioneel worstelen dat geproduceerd werd door de World Wrestling Entertainment (WWE). Dit evenement was de drieëntwintigste editie van Royal Rumble en vond plaats in de Philips Arena in Atlanta (Georgia) op 31 januari 2010.

## Resultaten
| Nr.                                                                          | Match | Winnaar(s)                                    |
| ---------------------------------------------------------------------------- | --- | --------------------------------------------- |
| -                                                                            | Gail Kim, Kelly Kelly, Eve en The Bella Twins vs. Maryse, Alicia Fox, Jillian, Katie Lea Burchill en Natalya in een 10 Diva Tag team match | Gail Kim, Kelly Kelly, Eve en The Bella Twins |
| 1                                                                            | Christian (c) vs. Ezekiel Jackson in een een-op-eenmatch voor het ECW Championship                                                         | Christian (c)                                 |
| 2                                                                            | The Miz (c) vs. Montel Vontavious Porter in een een-op-eenmatch voor het United States Championship                                        | The Miz (c)                                   |
| 3                                                                            | Sheamus (c) vs. Randy Orton in een een-op-eenmatch voor het WWE Championship                                                               | Sheamus (c)                                   |
| 4                                                                            | Michelle McCool (c) vs. Mickie James in een een-op-eenmatch voor het Women's Championship                                                  | Mickie James (nc)                             |
| 5                                                                            | The Undertaker (c) vs. Rey Mysterio in een een-op-eenmatch voor het World Heavyweight Championship                                         | The Undertaker (c)                            |
| 6                                                                            | 30-man Battle Royal match | Edge                                          |
| (c) huidige kampioen voor en na de match \| (nc) nieuwe kampioen na de match | |                                               |